# 景麟
宗室景麟（转写：Uksun Ginglin，1773年8月20日—1844年7月28日，乾隆三十八年七月初三日辰時－道光二十四年六月十四日申時），字東圃。清朝遠支宗室鑲紅旗第五族載字輩，清朝政治人物。

## 生平
嘉慶六年（1801年）八月，中式辛酉科宗室鄉試舉人。
十年（1805年）閏六月，授七品筆帖式。
十三年（1808年）四月，中式戊辰科宗室會試貢士。因臨時患病不能書寫而未殿試。
十四年（1809年）己巳恩科補殿試，位列第三甲第一百十五名同進士出身。授刑部額外主事。
十九年（1814年）十二月，授禮部主客司員外郎。
道光三年（1823年）十月，特授改補詹事府右春坊右庶子。
四年（1824年）八月，因考試翰詹各員考列三等，遭降為主事候補。
十二年（1832年）三月，補授吏部稽勳司主事。
道光二十四年（1844年）六月十四日卒，年七十二歲。

## 家庭及關聯
- 八世祖：禮烈親王代善（1583年－1648年），清太祖高皇帝第二子，封和碩禮親王，諡烈，配饗太廟。
- 七世祖：克勤郡王岳託（1599年－1639年），代善第一子，功封多羅貝勒，管理兵部事務，授揚威大將軍，追封多羅克勤郡王，配饗太廟。
- 六世祖：衍禧介郡王洛洛歡（1623年－1646年），岳託第二子，功封多羅衍禧郡王，官至議政王、平南大將軍，諡介。
- 六世祖母：佟佳氏，洛洛歡嫡福晉，二等子佟養性之女。
- 五世祖：平比郡王羅科鐸（1640年－1682年），洛洛歡第一子，襲封多羅衍禧郡王，改號平郡王，諡比。
- 五世祖母：博爾濟吉特氏，羅科鐸嫡福晉，科爾沁達爾漢卓里克圖巴敦台吉之女。
- 高祖父：平悼郡王訥爾福（1671年－1701年），羅科鐸第六子，襲封多羅平郡王，諡悼。
- 高祖母：完顏氏，訥爾福嫡福晉，三等子馬爾漢之女。
- 曾祖父：已革平郡王納爾蘇（1690年－1740年），訥爾福第一子，襲封多羅平郡王，管理上駟院事務，因罪革爵，卒照郡王品級殯葬。
- 曾祖母：曹佳氏，納爾蘇嫡福晉，通政使曹寅之女。
- 祖父：奉國將軍福靖（1715年－1759年），納爾蘇第六子，封奉國將軍，官三等侍衛。
- 父：宗室沙洪阿（1746年－1792年），福靖第二子，閑散。
- 母：李佳氏，沙洪阿正室，李鳳興之女。
- 景麟為沙洪阿獨子。

### 妻妾
- 正室：瓜爾佳氏，瑚琳之女。
- 側室：李氏，李明之女。

### 子女
有三子。
- 長子：定恩（1805年－1808年），嫡瓜爾佳氏出，早卒，無嗣。
- 次子：定春（1807年－1856年），嫡瓜爾佳氏出，閑散。
- 三子：玉立（1840年－1824年），庶李氏出，早卒，無嗣。